# Второ сръбско въстание
Второто сръбско въстание (на сръбски: Други српски устанак) е въстание срещу османската власт в Смедеревския санджак, втори етап от Сръбската революция.
То започва на 24 април 1815 година, две години след потушаването на Първото сръбско въстание, и е оглавено от Милош Обренович. След спорадични сблъсъци двете страни започват преговори, които завършват през юли 1817 година със създаването на самостоятелно Княжество Сърбия, номинално под сюзеренитета на Османската империя.
По-късно през същата година завърналия се в страната водач на Първото въстание Карагеорги Петрович е удушен по заповед на Милош Обренович, който се обявява за княз.